# Presveto Ime Marijino
Presveto Ime Marijino, Preslavno Ime Marijino ili jednostavno Ime Marijino, naziv je blagdana u Rimokatoličkoj Crkvi, koji se slavi 12. rujna u čast imena Blažene Djevice Marije, Isusove majke. Papa Inocent XI. uvrstio je blagdan u Opći rimski kalendar 1684. godine u spomen na pobjedu u bitci kod Beča 1683. godine. Jan III. Sobjeski stavio je trupe pod zaštitu Blažene Djevice Marije. Pobjeda se pripisala Marijinom zagovoru.
U rimskom martirologiju o ovom blagdanu piše: "Presveto Ime Blažene Djevice Marije, dan je koji podsjeća na neizrecivu ljubav Majke Božje za svoje dijete, a oči vjernika usmjerene su na lik Majke Otkupiteljice."
U Rimu jedna je od dvije crkve na Trajanovom forumu posvećena Imenu Marijinu (lat. "Santissimo Nome di Maria al Foro Traiano").
Blagdan se započeo slaviti 1513. godine kao mjesna svečanost u Cuenci u Španjolskoj, slavio se tada 15. rujna. Godine 1587. papa Siksto V. kao dan slavlja odredio je 17. rujna. Godine 1671. blagdan je proširen na cijelu Kraljevinu Španjolsku.
Ime Marija (hebr. Mirjam: Myr, Ljubljena + jam, kratica Božjeg imena, Jahve) tumači se na različite načine. Više biblijskih likova nosi ovo ime: Mirjam, Mojsijeva sestra (Izl 15,29), Marija Magdalena, Marija Kleofina i Blažena Djevica Marija, majka Isusova. Ime Marijino slavi se kao:
- slavno: Bog ga je, poput Juditina, »tako naveličao da [njezina] hvala neće iščeznuti s usana ljudi!« (Jdt 13,20),
- sveto: označuje ženu koja je »milosti puna« (Lk 1,28) i našla »milost kod Boga« (Lk 1,30) za rođenje Sina Božjega (Lk 1,31),
- majčinsko: Isus je tijekom raspeća Blaženu Djevicu Mariju učinio majkom svega čovječanstva, jer je ona svojim prihvaćanjem Božje volje, kao »nova Eva«, sudionica sklapanja Novoga saveza Boga i čovjeka preko muke, smrti i uskrsnuća Isusa Krista te
- »od promisla darovano«.